# カロル 教皇になった男
『カロル－教皇になった男』（カロル きょうこうになったおとこ、イタリア語: Karol, un uomo diventato Papa, ポーランド語: Karol. Człowiek, który został papieżem）は、2005年のイタリア・ポーランドのテレビ映画。監督はジャコモ・バッティアート、音楽はエンニオ・モリコーネ、主演はピヨトル・アダムチェック。原作はジャン・フランコ・スヴィデルコスキー著の『カロル物語―ヨハネ・パウロ二世の知られざる生涯』（伊題：Storia di Karol）。カロル・ユゼフ・ヴォイティワが教皇ヨハネ・パウロ2世となるまでの半生を描いた歴史ドラマである。
日本では劇場未公開だが、2014年に日本語字幕版DVDが製作された。『カロル 〜ローマ法王への歩み〜』の日本語タイトルもある。
2006年には続編となるテレビ映画『Karol - Un papa rimasto uomo』が製作されている。

## ストーリー
1939年、ポーランドのクラクフ。ドイツ軍の空爆を受け、クラクフの人々、そして、教会の鐘を鳴らしていたカロルと友人たちは避難するために町を脱出する。第二次世界大戦のナチス・ドイツ軍による迫害で多くの人々が命を落としていく。脱出したカロルと父親は再びクラクフに戻るが、町はナチスに占領されていた。カロルは友人たちと共に、地下での演劇活動を続け、ポーランド文化を弾圧しようとするドイツ軍に抵抗する。さまざまな出来事と友人のザレスキ神父の言葉が、カロルを聖職者の道へと進ませる。そして、カロルは地下神学校へ入学する。だが、ザレスキ神父はドイツ軍によって処刑されてしまう。やがてドイツ軍は撤退したが、その後に共産党がポーランドに侵入する。共産党は司祭であるカロルの言動に脅威を感じ、スパイを送り込む。「愛」だけが解決への道であると確信するカロルは、非暴力による解決を訴え続ける。1978年、カロルは教皇に選出される。  

## キャスト
- カロル・ヴォイティワ（ヨハネ・パウロ2世）: ピヨトル・アダムチェック
- ハニャ・ツシンスカ: マウゴジャタ・ベラ（ポーランド語版）
- トマシュ・ザレスキ神父: ラウル・ボヴァ
- ステファン・ヴィシンスキ枢機卿: レフ・マツキェヴィチ（ポーランド語版）
- アダム・ジリンスキ: ケン・デューケン（ドイツ語版）
- マザー・テレサ: アドリアーナ・アスティ（イタリア語版）
- メフメト・アリ・アジャ: アルキス・ザニス